# Cymodoce
Cymodoce is een geslacht van pissebedden uit de familie Sphaeromatidae. De wetenschappelijke naam van het geslacht werd voor het eerst gepubliceerd door William Elford Leach in 1814 in deel 7 van de Edinburgh Encyclopaedia. Hij beschreef daar ook (zij het zeer bondig) de soort Cymodoce truncata die aan de kust van Devon voorkwam.
Leach beschreef in 1818 ook een geslacht Cymodocea, maar die naam was al in gebruik voor een plantengeslacht. Leach's Cymodocea wordt nu beschouwd als een synoniem van Cymodoce.
In 2013 publiceerden Khalaji-Pirbalouty, Bruce en Wägele een nieuwe beschrijving van het geslacht en van de typesoort C. truncata.
Met een 70-tal soorten is dit het grootste geslacht in de familie Sphaeromatidae. Ze komen over de hele wereld voor, behalve in de poolwateren.

## Soorten[4]
- Cymodoce acanthiger Barnard, 1914
- Cymodoce aculeata Haswell, 1881
- Cymodoce acuta Richardson, 1904
- Cymodoce africana Barnard, 1914
- Cymodoce alia Kensley, 1975
- Cymodoce alis Barnard, 1955
- Cymodoce allegra Hurley & Jansen, 1977
- Cymodoce amplifrons (Stebbing, 1902)
- Cymodoce aspera (Haswell, 1881)
- Cymodoce australis Hodgson, 1902
- Cymodoce barrerae (Boone, 1918)
- Cymodoce bentonica Loyola e Silva, 1962
- Cymodoce bicarinata Stebbing, 1904
- Cymodoce bidentata Haswell, 1882
- Cymodoce bifida Leach, 1818
- Cymodoce bipapilla Harrison & Holdich, 1984
- Cymodoce brasiliensis Richardson, 1906
- Cymodoce cavicola Barnard, 1920
- Cymodoce comans Barnard, 1914
- Cymodoce convexa Miers, 1876
- Cymodoce coronata Haswell, 1882
- Cymodoce cryptodoma Barnard, 1920
- Cymodoce davieae Kensley & Buxton, 1984
- Cymodoce delvarii Khalaji-Pirbalouty, Bruce & Wägele, 2013
- Cymodoce emarginata Leach, 1818
- Cymodoce erythraea Nobili, 1906
- Cymodoce excavans Barnard, 1920
- Cymodoce falcata Barnard, 1920
- Cymodoce fuscina Schotte & Kensley, 2005
- Cymodoce gaimardii (H. Milne Edwards, 1840)
- Cymodoce granulata Miers, 1876
- Cymodoce hanseni Dumay, 1972
- Cymodoce haswelli Harrison & Holdich, 1984
- Cymodoce hodgsoni Tattersall, 1921
- Cymodoce inornata Whitelegge, 1902
- Cymodoce iocosa Hurley & Jansen, 1977
- Cymodoce japonica Richardson, 1906
- Cymodoce lirella Schotte & Kensley, 2005
- Cymodoce lis Barnard, 1955
- Cymodoce longistylis Miers, 1884
- Cymodoce madrasensis (Srinivasan, 1959)
- Cymodoce mammifera Haswell, 1881
- Cymodoce meridionalis Richardson, 1906
- Cymodoce natalensis Barnard, 1920
- Cymodoce ornata Richardson, 1906
- Cymodoce pelsarti Tattersall, 1922
- Cymodoce penserosa Hurley & Jansen, 1977
- Cymodoce picta Brocchi, 1875
- Cymodoce pilosa Milne Edwards, 1840
- Cymodoce radiata Barnard, 1920
- Cymodoce richardsoniae Nobili, 1906
- Cymodoce robusta Nierstrasz, 1918
- Cymodoce rubropunctata (Grube, 1864)
- Cymodoce ruetzleri Kensley, 1984
- Cymodoce setulosa (Stebbing, 1902)
- Cymodoce spinosa (Risso, 1816)
- Cymodoce spinula Yousuf & Javed, 2001
- Cymodoce tattersalli Torelli, 1929
- Cymodoce tetrahele Barnard, 1920
- Cymodoce tribullis Harrison & Holdich, 1984
- Cymodoce trilobata Miers in Hansen, 1905
- Cymodoce truncata Leach, 1814
- Cymodoce tuberculata Costa in Hope, 1851
- Cymodoce umbonata Barnard, 1914
- Cymodoce uncinata Stebbing, 1902
- Cymodoce unguiculata Barnard, 1914
- Cymodoce valida (Stebbing, 1902)
- Cymodoce velutina Kensley, 1975
- Cymodoce zanzibarensis Stebbing, 1910